# بالدپرادو

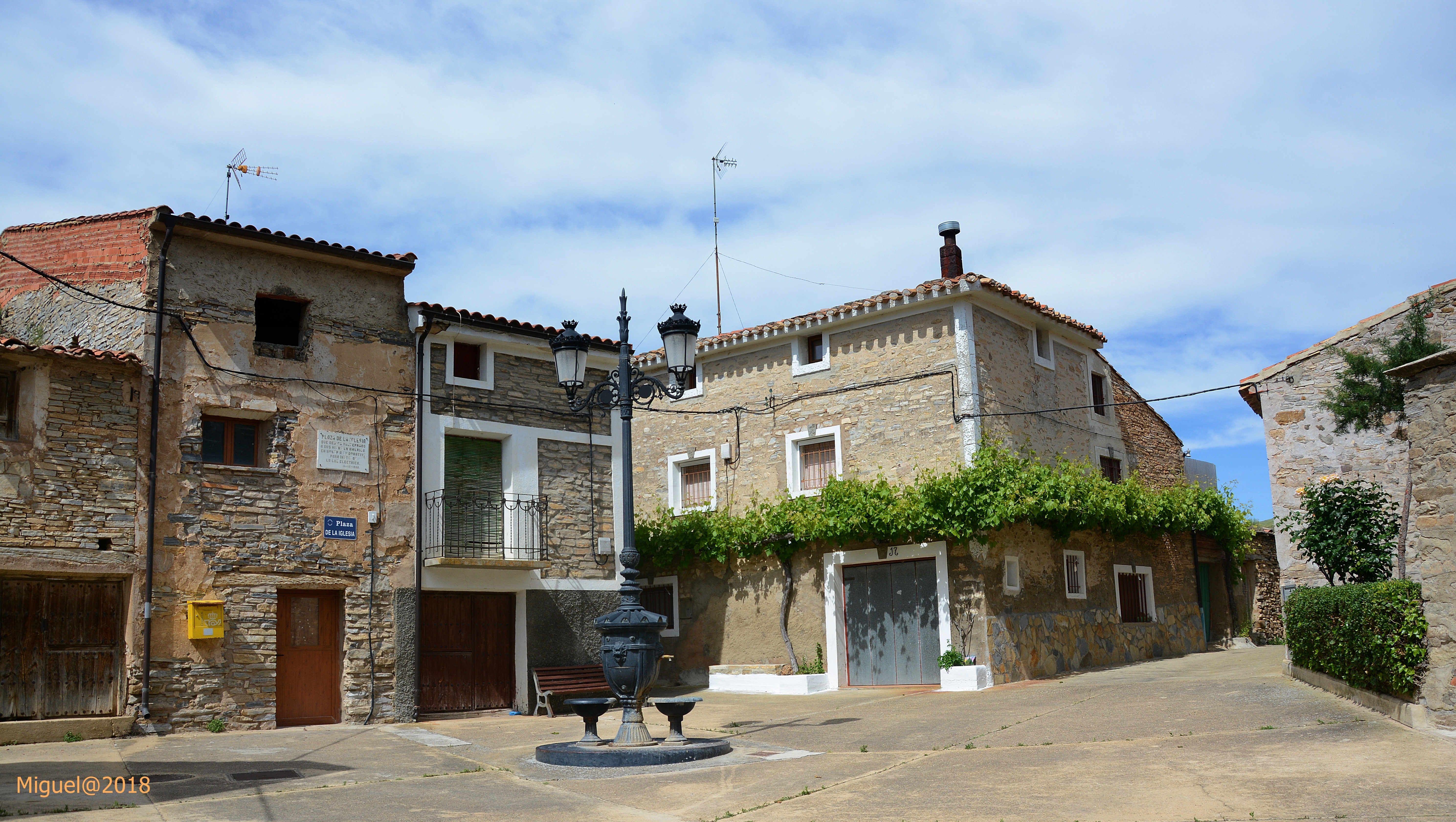
نمایی از دهستان «بالدپرادو»

بالدپرادو (به اسپانیایی: Valdeprado) یک دهستان در اسپانیا است که در سریا واقع شده‌است.

## خصوصیات
بالدپرادو ۳۲ کیلومترمربع مساحت و ۲۱ نفر جمعیت دارد.